# Acraea implicata
Acraea implicata är en fjärilsart som beskrevs av Schultze och Aurivillius 1923. Acraea implicata ingår i släktet Acraea och familjen praktfjärilar. Inga underarter finns listade i Catalogue of Life.